# Bambi-Verleihung 1988
Die 40. Bambi-Verleihung fand am 15. Dezember 1988 im ARRI-Kino in München statt.

## Die Verleihung
Der Charity-Bambi ging 1988 an Monika Hohlmeier für ihr Engagement in der Marianne-Strauß-Stiftung, die sie zusammen mit ihren Brüdern gestiftet hatte. Katarina Witt erhielt als erste Bürgerin der DDR einen Bambi. Im Dezember 1989 gab sie den Bambi zurück und begründete das mit der Berichterstattung der Burda-Medien.

## Preisträger
Aufbauend auf der Bambidatenbank.

### Charity
Monika Hohlmeier

### Dokumentation
Giorgio Moroder

### Ehrenbambi
Rita Süssmuth

### Fernsehmoderation
Amelie Fried

### Fernsehschauspieler
Günter Strack für Ein Fall für zwei

### Film
Jürgen Prochnow für Das siebte Zeichen

### Ehrenbambi Kultur
August Everding

 entgegengenommen von Evelyn Hamann

### Lifetime
Vicco von Bülow

### Nachwuchs
Christina Plate

### Pop
Jennifer Rush

### Sport
- Katarina Witt
 Laudatio: Harry Valérien
- Ralf Holtmeyer stellvertretend für den Ruderachter

### Trend
Silvia Seidel für Anna